# Маккінсбург (Пенсільванія)
Маккінсбург (англ. McKeansburg) — переписна місцевість (CDP) в США, в окрузі Скайлкілл штату Пенсільванія. Населення — 169 осіб (2020).

## Географія
Маккінсбург розташований за координатами 40°40′56″ пн. ш. 76°1′10″ зх. д. / 40.68222° пн. ш. 76.01944° зх. д. (40.682314, -76.019556).  За даними Бюро перепису населення США в 2010 році переписна місцевість мала площу 0,88 км², уся площа — суходіл.

## Демографія
Згідно з переписом 2010 року, у переписній місцевості мешкали 163 особи в 69 домогосподарствах у складі 47 родин. Густота населення становила 186 осіб/км².  Було 74 помешкання (84/км²).
Расовий склад населення:
| - 95,1 % — білих - 0,6 % — азіатів - 3,1 % — осіб інших рас |

До двох чи більше рас належало 1,2 %. Частка іспаномовних становила 3,7 % від усіх жителів.
За віковим діапазоном населення розподілялося таким чином: 19,0 % — особи молодші 18 років, 66,9 % — особи у віці 18—64 років, 14,1 % — особи у віці 65 років та старші. Медіана віку мешканця становила 40,5 року. На 100 осіб жіночої статі у переписній місцевості припадало 120,3 чоловіків;  на 100 жінок у віці від 18 років та старших — 112,9 чоловіків також старших 18 років.
Середній дохід на одне домашнє господарство  становив 61 403 долари США (медіана — 60 417), а середній дохід на одну сім'ю — 59 536 доларів (медіана — 57 500). За межею бідності перебувало 18,9 % осіб, у тому числі 42,5 % дітей у віці до 18 років та 0,0 % осіб у віці 65 років та старших.
Цивільне працевлаштоване населення становило 79 осіб. Основні галузі зайнятості: виробництво — 21,5 %, освіта, охорона здоров'я та соціальна допомога — 19,0 %, будівництво — 12,7 %, транспорт — 7,6 %.